# Slag bij Spicheren
De Slag bij Spicheren of Slag bij Forbach vond plaats op 6 augustus 1870 aan het begin van de Frans-Duitse Oorlog tussen het 1e Leger van de Noord-Duitse Bond, bestaande uit troepen van de koninkrijken Pruisen en Saksen, en het 2e Franse Legerkorps.
De Duitsers leden zwaardere verliezen dan de Fransen maar de Franse generaal Charles Frossard was onzeker en gaf het bevel tot terugtrekken waardoor een mogelijke Duitse nederlaag werd afgewend. In de nacht trok het leger zich terug naar Sarreguemines en de volgende dag werd Forbach zonder slag of stoot ingenomen, waardoor de weg naar Metz openlag.
De Duitse overwinning kwam onverwacht: Generaal Von Moltke bevond zich met de legerleiding nog in Mainz.
Het Duitse leger had nog niet eens tijd gehad op veldhospitalen op te zetten. Daarom werd besloten een transport op te zetten om de gewonden naar Saarbrücken terug te brengen.